# Pierre-Antonio-Jean Bach
Pierre-Antonio-Jean Bach MEP (* 29. Juli 1932 in Commercy; † 26. Juni 2020) war ein französischer römisch-katholischer Ordensgeistlicher und Apostolischer Vikar von Savannakhet in Laos.

## Leben
Pierre-Antonio-Jean Bach trat der Ordensgemeinschaft der Pariser Mission bei und empfing am 27. Dezember 1959 die Priesterweihe.
Papst Paul VI.  ernannte ihn am 28. Juni 1971 zum Apostolischen Vikar von Savannakhet und Titularbischof von Tituli in Proconsulari. Sein Amtsvorgänger Jean-Rosière-Eugène Arnaud MEP spendete ihm am 10. Oktober desselben Jahres die Bischofsweihe; Mitkonsekratoren waren Claude-Philippe Bayet MEP, Altbischof von Ubon Ratchathani, und Jean-Pierre Urkia MEP, Apostolischer Vikar von Paksé.
Am 10. Juli 1975 nahm Paul VI. seinen vorzeitigen Rücktritt an.